# إد بيكر
إد بيكر (بالإنجليزية: Ed Baker)‏ هو لاعب كرة قدم أمريكية أمريكي، ولد في 29 مايو 1948.

## وصلات خارجية
- إد بيكر على موقع مرجع كرة القدم المحترفة.كوم (الإنجليزية)